# 十二傳說
《十二傳說》（英語：Our Unwinding Ethos）是香港電視廣播有限公司拍攝製作以都市傳說為題之時裝懸疑電視劇，由蕭正楠及林夏薇領銜主演，並由張頴康、劉佩玥、林子善、歐瑞偉、蔣家旻及林秀怡聯合演出，編審黎倩儀，監製黃偉聲。
此劇為2018年香港國際影視展17部推介劇集之一，亦為2019年TVB Amazing Summer推介劇集之一，並與優酷同步播放。

## 故事大綱
都市傳說有些疑幻疑真，牽引過去與未來。民俗學教授潘朵拉（林夏薇飾）考察新娘潭傳說時遇上當地鬧鬼事件，她發現是有人利用傳說犯案，跟記者傅子博（蕭正楠飾）查明真相，揭開準新娘子黃玉（劉佩玥飾）不為人知的身世。朵拉恩師失踪七年，兒子竟是子博，二人決定完成恩師未完成的論文《香江都會傳說》，考察期間竟遇上不同與傳說類同之案件，朵拉始認為恩師失踪並不尋常。調查期間，朵拉與子博認識高級督察易銘賢（張頴康飾），其家族正是狐仙吸嬰傳說的主角，朵拉受託考察當年事件，竟輾轉查到母親的當舖！此時子博發現父親尚在人間...

## 演員表

### 傅家
| 演員   | 角色   | 關係 |
| 杜燕歌 | 傅通明 | 傅老師、Dr. Fu、傅教授 1957年出生 香港國際大學人文學院民俗學系教授／民俗學系系主任 前香港國文中學中國語文科教師兼中國文學科主任 傅子博之父，因年輕時為修讀民俗學拋棄其母子而與其關係疏離，後和好 潘朵拉之師父，視其為女兒般看待 陳福至之舊友兼當鋪熟客 易玄光之舊友，多年受對委託尋找易錦賢之下落 在中學任教時因揭發梁小絹作弊後被對方誣衊性騷擾，導致其遭校方解雇並聲名受損，後於第5集梁小娟在自首時還其清白 於七年前在東龍島尋寶期間失蹤，實際因得悉易家狐仙吸嬰之事而被易亞男及顧在容禁錮七年 失蹤前發現顧在容抄襲論文 於第1集交代因其已失蹤七年，在法律上被正式判斷為已死亡，並於第3集在香港國際大學為其舉辦追思會 於第23集被易亞男由藏身地點困在車尾箱帶走，後逃脫並與傅子博重逢並和好 於第25集恢復民俗學系系主任一職 |
| 蕭正楠 | 傅子博 | 大佬博、阿博、傅公子、博仔（傅通明專稱） 1977年8月2日出生 《讚報》突發記者／香港國際大學人文學院民俗系學生 傅通明之子，與其關係疏離，後和好 暗戀黃玉，後放棄，後亦為其暗戀對象，於第25集成為其男友3分鐘40秒，後分手 潘朵拉之學生、好友兼研究助理，後為其暗戀對象，於第25集向其表白 易銘賢之好友兼同伴 顧盼倩、吳精神之民族學研究考察拍檔 戴馬源之車輛維修徒弟 於第23集與傅通明重逢並和好。 |

### 潘家
| 演員           | 角色           | 關係 |
| 黃栢文         | 潘 武          | 沙卜、阿老豆（潘得利、潘朵拉、潘朵美專稱）、武哥（戴馬源、陳福至專稱） 前社團義豐坐館 陳福至之情人 潘得利、潘朵美之父 潘朵拉之養父 傳聞1994年遭其仇家殺害及棄屍公海，其屍體被鯊魚吃至只剩一隻手掌，實為其當年在戴馬源協助下僥倖逃生，並斬下手掌偽造成其已死之假象，後一直躲避仇家追殺 於第9集獲得清白，後向傅子博交代其感受後獨自離開 參見石狮成精殺人事件 |
| 韓馬利         | 陳福至         | Fortune姐 永昇當舖老闆娘 潘武之情人 潘得利、潘朵美之母 潘朵拉之養母 傅通明之舊友，經常幫其留起一些被斷當之舊物 於1985年收養被顧在容送到當舖的潘朵拉 |
| 鄭耀軒（童年） | 潘得利         | Dali、Dali大師、神棍（潘朵拉、傅子博專稱） 玄學家／網台主持人 網台節目《網台壹靈壹》節目主持 潘武、陳福至之長子 潘朵拉無血緣關係之兄 潘朵美之兄 楊苾妮之節目拍檔 李芭樂之節目拍檔，多年前曾追求對方，後為其未婚夫，但最終分手 |
| 林子善         | 潘得利         | Dali、Dali大師、神棍（潘朵拉、傅子博專稱） 玄學家／網台主持人 網台節目《網台壹靈壹》節目主持 潘武、陳福至之長子 潘朵拉無血緣關係之兄 潘朵美之兄 楊苾妮之節目拍檔 李芭樂之節目拍檔，多年前曾追求對方，後為其未婚夫，但最終分手 |
| 林夏薇         | 潘朵拉／易錦賢 | Lala、Dr. Poon、潘教授、朵拉、拉姑（傅子博專稱）、拉拉（傅通明、潘得利、畢得了專稱）、拉姐（易銘賢專稱） 1984年暑假後出生 原名易錦賢，實為易家失嬰 霍雅君之女 香港國際大學人文學院民俗學系助理教授 潘武、陳福至之養女 潘得利無血緣關係之妹 潘朵美無血緣關係之姐 傅通明之入室弟子，將其視為父親般看待，其名字由傅通明所改 傅子博之教授兼好友，後暗戀其，第25集被其表白 羅煥豪之前女友 黃玉之情敵 視歐陽健為偶像 中學時修讀文科 於第24集時發現自己的真正身份，並認為她被名為潘朵拉是因為這是一個不應該打開的秘密 於第25集與易玄光及霍雅君相認，但其決定繼續留在潘家生活，並答應會偶爾會回去探望易玄光 當找出案件真相就會看手中陀錶並說出金句：「兇手做咁多嘢，都係想模糊個視線，但係我已經睇清楚佢嘅原點。」 於《金宵大厦》第17集再度登场，协助男主角萧伟明。 |
| 林秀怡         | 潘朵美         | Mimi、阿Mi、Mi姐 1995年出生 大學生 永昇當鋪第三代接班人 潘武、陳福至之幼女 潘得利之妹 潘朵拉無血緣關係之妹 李志訓之女友 楊苾妮、李芭樂之閨密 傅子博之師姐 中學時為理科生 |

### 易家
| 演員           | 角色           | 關係 |
| 劉 江          | 易玄光         | 光叔、光伯、易老先生 1948年出生 新界鄉紳 易亞男之父，與其不和多年，後和好 易冠業之父 霍雅君之家翁 易錦賢（潘朵拉）之祖父 易銘賢之養祖父 傅通明之舊友，多年前曾委託對方尋找易錦賢之下落 其兒子多年前因車禍去世 深信風水命理，重男輕女 以研究及生產化學種植泥起家 在易冠業去世後，建議霍雅君到美國接受人工受孕手術，後誕下易錦賢，但為免招人閒話而指嬰兒是易冠業之遺腹子 多來被易亞男誤以為與霍雅君苟且 於第25集與潘朵拉（易錦賢）相認，後表示決定將易家祖業交給易銘賢繼承 |
| 霍健邦         | 易冠業         | 易玄光之亡子 霍雅君之亡夫 易亞男之亡兄 易錦賢（潘朵拉）之亡父 易銘賢之養父 多年前因車禍去世 |
| 王綺琴         | 霍雅君         | 易冠業之妻 易玄光之媳婦 易亞男之大嫂 易錦賢（潘朵拉）之母 易銘賢之養母 其丈夫多年前因車禍去世 在易冠業去世後，聽從易玄光建議到美國接受人工受孕手術，後誕下易錦賢，但為免招人閒話而被易玄光指嬰兒是易冠業之遺腹子 多年來被易亞男誤以為與易玄光苟且而被其痛恨 在易錦賢失蹤後一直躲藏於易家地牢生活不願露面 於第25集與潘朵拉（易錦賢）重逢 |
| 鄧伊婷（青年） | 易亞男         | 本劇終極大反派 地產發展商 易玄光之女，與其不和多年，後和好 易冠業之妹 霍雅君之小姑，並痛恨其 易錦賢（潘朵拉）之姑姐 易銘賢之養姑姐 顧在容之初戀情人並與其合謀禁銦傅通明 多年來誤以為霍雅君背叛易冠業與易玄光苟且，亦因此誤以為潘朵拉（易錦賢）是其同父異母之妹妹(弟弟，因易玄光聲稱為男嬰) 於第25集被潘朵拉識穿自己為殺死貝加兒、在展覽館內企圖勒死潘得利及潘朵拉、三十年前假扮狐仙拐走潘朵拉及七年前指使顧在容禁錮傅通明的幕後兇手，最終被捕                            |
| 黎燕珊         | 易亞男         | 本劇終極大反派 地產發展商 易玄光之女，與其不和多年，後和好 易冠業之妹 霍雅君之小姑，並痛恨其 易錦賢（潘朵拉）之姑姐 易銘賢之養姑姐 顧在容之初戀情人並與其合謀禁銦傅通明 多年來誤以為霍雅君背叛易冠業與易玄光苟且，亦因此誤以為潘朵拉（易錦賢）是其同父異母之妹妹(弟弟，因易玄光聲稱為男嬰) 於第25集被潘朵拉識穿自己為殺死貝加兒、在展覽館內企圖勒死潘得利及潘朵拉、三十年前假扮狐仙拐走潘朵拉及七年前指使顧在容禁錮傅通明的幕後兇手，最終被捕                            |
| 林夏薇         | 潘朵拉／易錦賢 | 1984年出生 易家聲稱其為男丁，實為女嬰(導致多年未能尋回的主因) 易玄光之孫女 易冠業、霍雅君之女（人工受孕） 易亞男之侄女，多年被其誤以為是其同父異母之妹妹(弟弟，因易玄光聲稱為男嬰) 易銘賢無血緣關係之妹 易玄光為為招人閒話而指其是易冠業之遺腹子，以隱瞞其是靠人工受孕而出生 於其週歲宴當天離奇消失，實被易亞男放在汽水盒中，再被顧在容帶走到永昇大押 參見潘家 |
| 張穎康         | 易銘賢         | 易Sir、阿賢、易少、文華、小豆（兒時暱稱） 1982年出生 原名施文華 新界北總區重案組高級督察 易玄光之養孫 易冠業、霍雅君之養子 易亞男之養侄 易錦賢（潘朵拉）無血緣關係之兄 施漢德、施易美嬌之幼子，多年前其過繼給易玄光後遭二人冷待，後修補關係 施文斌之弟兼情敵 傅子博、潘朵拉之好友兼同伴 鄭曉盈之兒時玩伴，兼暗戀其 戚劍蘭之上司 潘得利之支持者，後為朋友 對神秘學及靈異事件非常有興趣 懂動物傳心術 擁有豐富的科學知識                                                    |
| 劉桂芳         | 桃 姐          | 易家女傭 於第24集協助潘朵拉和易銘賢翻查狐仙傳說事件 |

### 香港國際大學
| 演員           | 角色   | 關係 |
| 杜燕歌         | 傅通明 | 傅老師、Dr. Fu、傅教授 民俗學系教授／民俗學系系主任，後因失蹤七年而被撤銷，後因顧在容離職並復職 顧在容之前上司，被其妒忌他，並在七年内要其寫論文，但在禁錮期間而和好 於第1集交代因其已失蹤七年，在法律上被正式判斷為已死亡，並於第3集在香港國際大學為其舉辦追思會 於第23集被發現其仍然在生 於第25集恢復民俗學系系主任一職 參見傅家                                                                        |
| 郭浩皇（青年） | 顧在容 | Dr. Koo、奸Koo（易銘賢專稱） 民俗學系副教授／民俗學系系副主任→民俗學系教授／民俗學系系主任，後因被拘捕而離職 1962年出生 顧盼倩之父 顧錢聰穎之夫 潘朵拉之上司 傅通明之前下屬，並妒忌他並在其七年內利用他寫論文，但在禁錮期間而和好 針對傅子博 易亞男之初戀情人並與其合謀禁錮傅通明 貝加兒之情夫 1980年華富邨UFO目擊者之一 於第25集被潘朵拉識穿自己為七年前禁錮傅通明和三十年前拐走其的幫兇，最終被捕而離職 |
| 歐瑞偉         | 顧在容 | Dr. Koo、奸Koo（易銘賢專稱） 民俗學系副教授／民俗學系系副主任→民俗學系教授／民俗學系系主任，後因被拘捕而離職 1962年出生 顧盼倩之父 顧錢聰穎之夫 潘朵拉之上司 傅通明之前下屬，並妒忌他並在其七年內利用他寫論文，但在禁錮期間而和好 針對傅子博 易亞男之初戀情人並與其合謀禁錮傅通明 貝加兒之情夫 1980年華富邨UFO目擊者之一 於第25集被潘朵拉識穿自己為七年前禁錮傅通明和三十年前拐走其的幫兇，最終被捕而離職 |
| 林夏薇         | 潘朵拉 | Dr. Poon、潘教授 民俗學系助理教授 參見潘家 |
| 蔣家旻         | 顧盼倩 | Emily、Emily姐（吳精神專稱） 民俗學系碩士研究生兼助教 顧在容、顧錢聰穎之女 潘朵拉之助手兼研究助理 傅子博之民族學研究考察拍檔 吳精神之民族學研究考察拍檔，兼好感對象 於第22集偶然發現其父的論文中暗藏傅通明之求救訊息，後以匿名方式發電郵給傅子博，並向其提供有關傅通明藏身處之線索 於第23集發現其父顧在容與貝加兒有婚外情 參見抗日達德學校殺人事件                                                        |
| 楊凱博（童年） | 吳精神 | Jackson、大大 應屆文憑試考生，後為香港國際大學人文學院民俗學系學生 潘朵拉之學生兼研究助理 顧盼倩、傅子博之同學，兼民族學研究考察拍檔 喜歡顧盼倩 於第21集被潘朵拉發現其為定向尋寶團發起人「大大」及殺害鄺世海、蘇巧瑜及何震富之兇手，最後被易銘賢拘捕 參見海盜寶藏殺人事件 名字諧音：唔精神 |
| 丘梓謙         | 吳精神 | Jackson、大大 應屆文憑試考生，後為香港國際大學人文學院民俗學系學生 潘朵拉之學生兼研究助理 顧盼倩、傅子博之同學，兼民族學研究考察拍檔 喜歡顧盼倩 於第21集被潘朵拉發現其為定向尋寶團發起人「大大」及殺害鄺世海、蘇巧瑜及何震富之兇手，最後被易銘賢拘捕 參見海盜寶藏殺人事件 名字諧音：唔精神 |
| 蕭正楠         | 傅子博 | 大佬博、博仔、傅公子 民俗學系學生 潘朵拉之學生兼研究助理 顧盼倩、吳精神之民族學研究考察拍檔 參見傅家 |
| 蓋世寶         | 貝加兒 | Bell 民俗學系秘書 顧在容之下屬兼情婦 潘朵拉之下屬 於第23集遭顧盼倩、傅子博、潘朵拉發現其與顧在容之關係，後被易亞男殺害 參見狐仙吸嬰事件(上)、(下) |

### 讚報（新聞部）
| 演員   | 角色   | 關係 |
| 鍾志光 | 林少堂 | 堂哥 報館總採訪主任 傅子博、黃玉、余天澤之上司 |
| 蕭正楠 | 傅子博 | 大佬博、博仔、傅公子 突發記者／特約記者／報館副採訪主任 林少堂之下屬 黃玉之上司、師父兼暗戀對象 余天澤之上司兼拍檔 於第11集以余天澤之名義將整件有關最近目睹UFO事件及背後故事之來龍去脈並刊寫成專題報導，並登於報紙頭版，以替對方完成心願 參見傅家 |
| 劉佩玥 | 黃 玉  | Topaz、大嚿玉 1991年出生 專題記者 白健峰之未婚妻，後解除婚約 傅子博之徒弟兼暗戀對象，後暗戀其，於第25集向其表白，並成為其女友3分鐘40秒後分手 潘朵拉之情敵 於第3集被報館調派到英國當駐英記者 於第13集決定留在香港發展 於第14集在電視台採訪時被電視台監製甘禮文招欖其擔任下季節目女主持，其欲拒絕對方時獲何安東尼替其解圍 於第23集被人製造其企圖殺死潘朵拉之假象，令其被易銘賢拘捕 名字同黃玉 參見新娘潭靈異事件 |
| 阮政峰 | 余天澤 | 阿澤 實習記者→兼職突發記者 傅子博之下屬兼拍檔 林少堂之下屬，遭其輕視 於第10集工作期間因車禍身亡 於第11集交代傅子博以其之名義將整個有關最近目睹UFO事件及背後故事之來龍去脈寫成一篇專題報導，並刊登於報紙頭版 |
| 吳天佑 | Simon  | 報館職員 |
| 吳子冲 |        | 報館職員 |
| 彭翔翎 |        | 報館職員 |
| 胡美貽 |        | 報館職員 |
| 陳戩浩 |        | 記者（第1集） |
| 陳嘉慧 |        | 記者（第1集） |
| 周嘉全 |        | 記者（第1集） |

### 網台壹靈壹
| 演員     | 角色   | 關係 |
| 林子善   | 潘得利 | Dali大師 網台節目《網台壹靈壹》節目主持 楊苾妮之節目拍檔 李芭樂之節目拍檔，並曾經追求對方，後為其未婚夫，最終分手 懂得多樣有關來自不同國家之非自然及風水命理的知識 參見潘家、七姊妹金蘭殺人事件 |
| 歐陽巧瑩 | 李芭樂 | Bala 網台節目《網台壹靈壹》助理主持 潘得利之拍檔，兼暗戀對象，後為其未婚妻，最終分手 潘朵美、楊苾妮之閨密 李志訓之姊 邵志宗之前女友 於第17集覺得愧對潘得利而決定離開香港 參見七姊妹金蘭殺人事件 |
| 楊家寶   | 楊苾妮 | Bili 網台節目《網台壹靈壹》助理主持 潘得利之拍檔 潘朵美、李芭樂之閨密 邵志宗之女友 於第16集被宋逸希殺害 參見七姊妹金蘭殺人事件                                                                  |

### 新界北總區重案組
| 演員   | 角色   | 關係                                 |
| 張穎康 | 易銘賢 | 易Sir 高級督察 戚劍蘭之上司 參見易家 |
| 李君妍 | 戚劍蘭 | 阿Kim、Madam Chik 警長 易銘賢之下屬  |
| 鄭詠謙 |        | 便衣警員（第12集）                   |
| 陳俊堅 |        | 便衣警員（第12、21集）               |

### 單元案件

#### 新娘潭靈異事件（第1-3集）
| 演員   | 角色   | 關係 |
| 劉佩玥 | 黃 玉  | Topaz、大嚿玉（傅子博專稱） 1991年出生 被冼麗珍收養為童養媳 白健峰之未婚妻，後解除婚約 於第3集在解除婚約及得悉2000年車禍真相後決定搬離白家 參見讚報（新聞部）                                  |
| 容天佑 | 白健峰 | 1990年出生 冼麗珍之子 陳燕霞、白鑑全之孫 黃玉之未婚夫，後解除婚約 白偉明之侄 因2000年白偉明於新娘潭發生車禍時受傷，引起後遺症 多年前曾誤以為黃玉與傅子博相戀而自殺，幸得黃玉及早發現並將其送院 |
| 曾慧雲 | 冼麗珍 | 白鑑全、陳燕霞之媳婦 白伟明之嫂子 白健峰之母 收養黃玉為童養媳 |
| 鄭恕峰 | 白鑑全 | 陳燕霞之丈夫 白偉明之父親 冼丽珍之家翁 白健峰之爺爺 18年前將車借給剛考得車牌的白偉明 |
| 馮素波 | 陳燕霞 | 童養媳 白鑑全之妻 白偉明之母 冼麗珍之奶奶 白健峰之嫲嫲 隱瞞及包庇白偉明2000年車禍真相 表面不滿黃玉，並視其為不祥人，實際上是希望以過來人的身份阻止黃玉入門，以免其重蹈覆轍                     |
| 楊證樺 | 白偉明 | 白鑑全、陳燕霞之幼子 冼丽珍之叔仔 白健峰之叔父 2000年於新娘潭意外撞死黃玉雙親，並令白健峰受傷 刻意製造靈異現象、假扮鬼新娘，並借此企圖殺死黃玉及白健峰後嫁禍於靈異事件 於第3集被捕             |
| 杜大偉 | 莫世倫 | 倫Sir 名畫家 2000年新娘潭車禍目擊者，因患有色弱而導致提供錯誤口供予警方 曾答應黃玉到警局改口供，但被白偉明使計阻止                                                                             |
| 李嘉晉 | 玉 父  | 黃玉之亡父亡母 2000年死於新娘潭車禍 |
| 趙璧渝 | 玉 母  | 黃玉之亡父亡母 2000年死於新娘潭車禍 |

#### 大學校園不可思議事件（第3-5集）
| 演員   | 角色   | 關係 |
| 歐瑞偉 | 顧在容 | 大學教授／民俗學系主任 誤信傅通明與潘朵拉有不倫關係，並藉此要脅對方不要告發其抄襲論文一事 於第4集因被懷疑殺死劉泳詩及黃雅梓而被警方拘捕，後釋放 參見香港國際大學 |
| 趙希洛 | 梁小絹 | Tina 民俗學系舊生 羅煥豪之妻 中學時作弊後被傅通明揭穿，後誣衊對方性騷擾其，導致對方遭校方解雇 多年前誣衊潘朵拉與傅通明有不倫關係並借此搶走羅煥豪，後企圖殺死潘朵拉但失敗，遂改為誣衊其與傅通明有不倫關係 於第3集殺死劉泳詩及黃雅梓，並嫁禍於顧在容 於第4集錯手刺死羅煥豪，後受對方指使設局偽裝成其自殺 於第5集被捕 |
| 黃建東 | 羅煥豪 | 民俗學系副教授 梁小絹之夫 潘朵拉之前男友 劉泳詩之情夫 曾被黃雅梓要脅 於第4集得悉殺死劉泳詩及黃雅梓的真兇為梁小娟，二人爭執時被對方錯手用刀刺死，死前命令對方設局偽裝成其畏罪自殺，為對方頂罪 |
| 程 皓  | 劉泳詩 | 民俗學系會副會長 羅煥豪之情婦 黃雅梓之好友 被梁小絹假扮羅煥豪約其到荷花池後將其推落池中殺死，第3集被發現死於大學荷花池內 |
| 丁樂鍶 | 黃雅梓 | Suzie 民俗學系會會長 劉泳詩之好友 得悉劉泳詩與羅煥豪之關係，在劉泳詩死後曾要脅對方提名獲取獎學金，否則公開二人關係 於第3集被梁小絹殺死，同集被發現死於大學宿舍內 |
| 林夏薇 | 潘朵拉 | Dr. Poon、潘教授 羅煥豪之前女友 多年前被梁小娟引到荷塘，倚在其刻意弄斷的欄杆而跌落荷塘被其企圖殺死，後失敗，被其改為誣衊與傅通明有不倫關係 於第3集與傅子博在荷塘發現劉泳詩的屍體 參見潘家 |
| 蕭正楠 | 傅子博 | 大佬博、博仔、傅公子 於第3集與潘朵拉在荷塘發現劉泳詩的屍體 參見傅家 |

涉及的香港都市傳說：荷花池、牛尾湯、志文111

#### 榕樹精殺人事件（第5-7集）
| 演員   | 角色   | 關係 |
| 劉 江  | 易玄光 | 新界鄉紳 1948年出生 因認為斬樹會影響其之風水陣而反對斬樹，並因此與易亞男爭執 1983年給錢黃根替其收地，間接害死前地主梁滔 與周華狄勾結，讓其假扮榕樹精以阻止村民斬樹 被劉大宇視為殺害其父之幕後黑手 於第6集遭劉大宇陷害，令周華狄誤會其欲殺人滅口而供出其暗中指示周華狄假扮榕樹精，而遭警方拘捕，後釋放 參見易家 |
| 黎燕珊 | 易亞男 | 地產發展商 與黃根合作 因堅持斬樹問題與易玄光爭執 參見易家 |
| 陳狄克 | 黃 根  | 榕樹村村長 劉大宇之殺父仇人 1983年收錢幫易玄光收地，而殺死前地主梁滔 與易亞男合作 於第6集被劉大宇殺死並其屍體吊在大榕樹上，早上被村民發現其屍體 |
| 譚偉權 | 劉大宇 | 榕樹村村長助手／社團中人 梁滔之子 刻意接近黃根來得知其父被殺真相 於第5集斬榕樹村老榕樹時刻意製造榕樹噴血之異象，並用刀斬傷自己後，向潘得利等人謊稱自己被榕樹精斬傷 於第6集殺死黃根並將其屍體吊在大榕樹上，並企圖嫁禍給易玄光 於第7集被捕                                                                       |
| 林敬剛 | 周華狄 | 保育人士／社團中人 因收易玄光錢，而刻意反對斬樹 於第5集假扮榕樹精出沒，以製造恐慌令村民不敢斬樹 於第6集在潘德利進行法事期間，遭劉大宇設局而燒傷腳，但其誤會是易玄光所為後供出易玄光要求其假扮榕樹精一事，並指對方企圖燒死自己殺人滅口，後出院                                                                  |
| 余子明 | 林 伯  | 榕樹村村民 |
| 易智遠 |        | 榕樹村村民 |
| 董敬文 |        | 榕樹村村民 |
| 劉天龍 |        | 榕樹村村民 |
| 蘇麗明 |        | 榕樹村村民 |

#### 石獅成精殺人事件（第7-9集）
| 演員   | 角色   | 關係 |
| 煒 烈  | 戴馬源 | 源爺、Fit源 車房老闆／前加和社團大佬／退休臥底 多年前於完成臥底任務退休，後開設車房 傅子博之線人及車輛維修師父 1994年被社團命令追殺潘武，後放過其 於第9集表面與萬有輝爭奪加和坐館之位，實為揭開1994年開山虎被殺及石獅失蹤之真相，並與警方合作拘捕一眾黑幫成員 |
| 趙永洪 | 萬有輝 | 數口輝 加和當紮大佬 戴馬源之前手下 欲爭奪加和坐館之位 於第7集帶同手下到戴馬源之車房搗亂，並恐嚇對方不要與其爭奪坐館之位，同時勒死鍾日發，並斬斷其右手 於第8集因紀晶晶企圖揭發其殺死鍾日發而殺死對方，並斬斷其左手 於第9集被道出所有罪行因警方追捕逃走，最後在警方制服元老時被對方因意外鬆手而跌落橋下的石獅擊中頭部身亡                                                                               |
| 江榮暉 | 鍾日發 | 和事發 甜品店老闆／前加和坐館開山虎之護衛 萬有輝之好友，後反目 1994年替萬有輝隱瞞對方殺死開山虎，並假裝成石獅殺人 在開山虎死後與萬有輝各人收藏一隻石獅，其將石獅一直放於陳福至的當鋪內 2010年做買賣時遭埋伏被人打斷腳，後退隱並金盆洗手 於第7集因不願將石獅交給萬有輝而遭對方勒死，其掙扎時用右手爪傷對方頸上的紋身，而遭對方斬斷右手並藏於花盆內                                                     |
| 裕 美  | 紀晶晶 | 萬有輝之女友 開山虎遺孀 於第8集因欲報警告發萬有輝殺死鍾日發而被萬有輝殺死，並遭斬斷左手 |
| 黃栢文 | 潘 武  | 沙卜 前社團義豐坐館 在二十多年前因被人嫁禍其殺死加和社團大佬開山虎及偷走加和之龍頭信物，後傳聞其遭仇家殺害及棄屍公海，並指其屍體被鯊魚食淨一隻斷掌 於第8集在戴馬源口中交代其仍在生，後與陳福至前往戴馬源之車房期間被萬有輝及萬有輝之手下捉走 於第9集交代其當年得戴馬源放走，並斬下自己的左手製造其已被殺死之假象，後一直四處躲避仇家追殺，最終因萬有輝被揭發而還其清白及撤銷對其的江湖追殺令 參見潘家 |
| 王俊棠 | 開山虎 | 已故社團加和坐館 鍾日發之前老大 看中紀晶晶 於二十多年前被萬有輝用石獅殺死，並遭對方搶走加和社團之龍頭信物 |
| 魏惠文 | 李 坤  | 玄學師父 李乾之孿生弟 於第7-8集受萬有輝指示到永昇當鋪製造異象並稱該石獅為不祥之物，欲嚇怕陳福至一家令他們交出石獅，但不果 參見電視台殺人事件、抗日達德學校殺人事件 |
| 陳振業 | 華 哥  | 二手佬 經常到永昇當鋪收購一些已斷當之二手貨品 於第7集受萬有輝指示到永昇當鋪企圖買走石獅，但不果 |
| 鬼 塚  |        | 社團加和之元老 於第8集登場 於第9集被警方追捕，在反抗時其因鬆手令石獅跌落橋下並擊中萬有輝頭部導致對方身亡，後遭警方拘捕 |
| 陳振華 |        | 萬有輝之手下 於第7集跟隨萬有輝到戴馬源之車房搗亂，並打爛正在維修之車輛 |
| 邵展鵬 |        | 萬有輝之手下 於第7集跟隨萬有輝到戴馬源之車房搗亂，並打爛正在維修之車輛 |
| 余富根 |        | 萬有輝之手下 於第7集跟隨萬有輝到戴馬源之車房搗亂，並打爛正在維修之車輛 |
| 簡家麒 |        | 戴馬源之手下 |
| 樓嘉豪 |        | 戴馬源之手下 |

#### 華富邨UFO綁架事件（第9-11集）
| 演員   | 角色   | 關係 |
| 崔錦棠 | 羅 球  | UFO專家／雜誌編輯／UFO會創會會員兼副會長 1980年華富邨UFO目擊者之一 麥泰萊及余滔滔之多年街坊兼好友 多年前指鄭智強拍攝之UFO相片造假並將其踢出UFO會，實為其妒忌鄭智強拍攝到UFO相片而刻意誣衊對方 於第9集與余滔滔及傅子博在拍攝期間突然失蹤，後出現頭暈嘔吐徵狀，並聲稱其見到外星人 於第10集被指日前於大帽山目擊UFO事件為其與余滔滔及傅子博說謊造假偽造新聞 於第11集差點遭麥泰萊殺害，後因傅子博及時出現而脫險 |
| 楊瑞麟 | 余滔滔 | Toby UFO專家／自由寫作人／UFO會創會會員兼副會長 1980年華富邨UFO目擊者之一 麥泰萊及羅球之多年街坊兼好友 於第9集與羅球及傅子博在拍攝期間突然失蹤，後出現頭暈嘔吐徵狀，並聲稱其見到外星人 於第10集突然精神怪異並跳樓自殺，死後其手機內有封電郵稱日前於大帽山目擊UFO事件為其與羅球及傅子博偽造新聞，實為麥泰萊利用弗雷效應所設下的圈套以為鄭智強報仇 |
| 李家聲 | 麥泰萊 | UFO專家／電影工作者／UFO會創會會員兼會長 1980年華富邨UFO目擊者之一 余滔滔及羅球之多年街坊兼好友，後反目 鄭智強之之多年街坊兼好友，多年前因誤會而反目，後得悉真相後決定為其報仇 從鄭智秀口中得知當年羅球指控鄭智強造假及自殺之真相，後企圖殺死羅球及余滔滔以為對方報仇 於第10集利用能產生弗雷效應的裝置假扮外星人令余滔滔聽從其指示由大廈頂樓跳下而死亡，後因被余天澤揭穿而遭對方追捕，而間接令對方被車撞死 於第11集企圖同一方法殺害羅球，但因傅子博及時出現而失敗，後揭發當年羅球因妒忌鄭智強拍攝到UFO相片而誣衊其造假並導致對方因此而自殺，最後承認自己殺死余滔滔並企圖殺死羅球而被捕入獄 |
| 鄧永健 | 鄭智強 | 前UFO會職員創會會員兼副會長 鄭智秀之亡兄 1980年華富邨UFO目擊者之一 1994年目擊華富邨出現UFO並拍攝到相片，但被羅球因妒忌其而誣衊其造假並被踢出UFO會，後其因此而跳崖自殺 |
| 楊 埕  | 鄭智秀 | 秀秀 網名為「秀秀娘娘」 UFO愛好者 鄭智強之妹 被余天澤追求，後刻意接近其以獲得其調查余滔滔自殺事件資料，欲查出余滔滔是否遭麥泰萊殺害 向麥泰萊說出當年羅球指控其兄鄭智強造假，最後令其兄精神嚴重受創而跳崖自殺 |
| 阮政峰 | 余天澤 | 阿澤 兼職突發記者 追求鄭智秀 於第9集被派往跟進發現UFO事件 於第10集調查目擊UFO事件期間，跟蹤余滔滔時發現其精神怪異後跳樓自殺，後在查出真相後欲揭發事件而企圖捉住麥泰萊，在追逐對方期間意外被車撞死 參見讚報（新聞部） |
| 歐瑞偉 | 顧在容 | 大學教授／民俗學系主任 針對傅子博 1980年華富邨UFO目擊者之一 參見香港國際大學 |
| 蕭正楠 | 傅子博 | 大佬博、博仔、傅公子 於第9集與余滔滔、羅球拍攝期間失蹤，後喝了死藤水而出現頭暈嘔吐症狀 參見傅家 |

#### 盧亭魚人殺人事件（第11-13集）
| 演員   | 角色     | 關係 |
| 王卓淇 | 鄭曉盈   | 阿盈、盈盈、彤彤 原名許學彤 鄭雷、趙愛珠之養女 許鎮東之幼女 許學廷之妹 易銘賢之兒時玩伴，並暗戀其 施文斌之女友 7歲時遭張錫鐵及鄭雷綁架，後其在逃走時墮海受傷並因此而失憶，後被趙愛珠誤認為鄭曉盈而被鄭雷收養 於第11集與施文斌發現疑似魚人骸骨 於第12集恢復兒時之記憶，並得悉鄭雷及張錫鐵當年綁架其之犯人，因痛恨兩人令自己與家人分開及企圖利用自己去爭奪許鎮東之家產並殺死許學廷，而將兩人殺死 於第13集與其父許鎮東相認，後承認殺死鄭雷及張錫鐵，最後被易銘賢拘捕並入獄 |
| 蕭徽勇 | 施文斌   | 斌哥 大澳渡假屋少東 鄭曉盈之男友 施漢德、施易美嬌之長子 易銘賢之兄，兼情敵 於第11集與鄭曉盈發現疑似魚人骸骨 於第13集企圖為鄭曉盈頂罪而聲稱是自己殺死鄭雷及張錫鐵，後被潘朵拉揭穿 |
| 盧宛茵 | 施易美嬌 | 施漢德之妻 施文斌之母 易銘賢之生母，將其過繼給易玄光，多年來對其非常冷漠，後和好 於第12集因害怕施文斌被警方懷疑其殺害鄭雷而要求易銘賢給假口供為施文斌製造不在場證明，但遭對方拒絕 於第13集決定與易銘賢修補關係 |
| 關偉倫 | 施漢德   | 施易美嬌之夫 施文斌之父 易銘賢之生父，將其過繼給易玄光，多年來對其非常冷漠，後和好 於第12集因害怕施文斌被警方懷疑是殺害鄭雷之兇手，而要求易銘賢給假口供為施文斌製造不在場證明，但遭對方拒絕 於第13集決定與易銘賢修補關係 |
| 陳嘉輝 | 鄭 雷    | 雷叔、霹靂 雷珠記士多老闆 前黑幫成員 趙愛珠之表哥及丈夫 鄭曉盈之養父 張錫鐵之好友兼老大 當年其妻生下一名患有美人魚綜合症的女嬰，但其女兒7歲時去世，其將女兒屍體放於紅酒箱並藏於山洞內 1992年與張錫鐵合作綁架許學彤，後因沒有收到贖金而打算撕票，但其妻誤認許學彤為自己女兒，其為免妻子因女兒去世而情緒病惡化及打算利用她爭奪許鎮東之家產而收養對方 於第12集勸其女兒與許鎮東相認，後被鄭曉盈利用乾冰殺害被發現死於家中                                                   |
| 潘芳芳 | 趙愛珠   | 珠姨 雷珠記士多老闆娘 鄭雷之表妹及妻子 鄭曉盈之養母 患有情緒病 當年其生下一名患有美人魚綜合症的女嬰，其女兒在7歲時去世 1992年誤認許學彤為其已去世的女兒鄭曉盈 |
| 衛志豪 | 許學廷   | Tim Hui、Tim少 高原集團接班人 許鎮東之子 鄭曉盈之兄 其在多年來一直在尋找失散親妹 於第11集由英國返港，後遭張錫鐵殺害 |
| 邵卓堯 | 張錫鐵   | 鐵叔、鐵線 士多寄居者 前黑幫成員 鄭雷之友，兼前手下 1992年與鄭雷合作綁架許學彤，後因沒有收到贖金而打算撕票，但最終鄭雷決定收養許學彤，並打算利用其爭奪許鎮東之家產 於第11集殺害許學廷 於第12集被鄭曉盈殺害後以魔術用火線偽造密室殺人事件 |
| 馮康寧 | 許鎮東   | 高原集團總裁 許學廷、許學彤之父 患有末期癌症，命在旦夕 於第13集與許學彤相認 |
| 宋憲樺 | 郭富勤   | 小郭 私家偵探 受許學廷委託找尋其失散之妹 |
| 劉佩玥 | 黃 玉    | Topaz、大嚿玉（傅子博專稱） 記者 於第11集為報導有關許學廷之新聞而返港，後跟隨許學廷至一幢大廈，期後因發現許學廷被殺而被張錫鐵打暈 於第12集被警方懷疑其殺害許學廷而被拘捕 於第13集獲釋，後其決定留在香港發展 參見讚報（新聞部） |
| 蕭正楠 | 傅子博   | 大佬博、博仔、傅公子 《讚報》突發記者／民俗系學生 於第12集與鄭雷發現張錫鐵的屍體 參見傅家 |

#### 電視台殺人事件（第13-15集）
| 演員   | 角色     | 關係 |
| 黃嘉樂 | 歐陽健   | 健健（潘朵拉專稱） 知名男藝人 人氣節目《Jumping Guy》男主持 李雅悅之男友 刻意接近洪向純、張鳴茵以調查李雅悅之真正死因，卻被蔡建基誤會於李雅悅死後另結新歡並一腳踏兩船而被其憎恨動殺意 潘朵拉之偶像 於第14集被蔡建基殺死                                                                                          |
| 羅欣羚 | 李雅悅   | 小悅 藝訓班學員 歐陽健之女友 洪向純、張鳴茵、何安東尼之同期訓練班同學 蔡建基之暗戀對象 經常在被傳鬧鬼之休息室內休息 半年前在拍攝《Jumping Guy》綵排期間被洪向純命令做奇怪動作時，被張鳴茵解繩而突然墜落的節目鐵牌壓死                                                                                            |
| 李 豪  | 蔡建基   | 阿基、PA 電視台助理編導 暗戀李雅悅 甘禮文之下屬，經常遭對方責罵，並遭其無視 於第13集將潘朵拉等人引到由雜物房偽裝的休息室，在真正的休息室殺死洪向純 於第14集於節目鐵牌做手腳令張鳴茵被砸死、同集藉詞引歐陽健到空置錄影廠掐死 於第15集在被揭發其殺死洪向純、張鳴茵、歐陽健，後企圖襲擊甘禮文但遭眾人制止，最後被捕 |
| 陳華鑫 | 洪向純   | 向純BB 新晉女藝人 節目《是是非非》主持 李雅悅、張鳴茵、何安東尼之同期訓練班同學 半年前為戲弄李雅悅刻意調換她的耳機並命令她做出一些奇怪動作從而令其出醜，結果令她遭突然墜落的節目鐵牌壓死 於第13集在休息室被蔡建基殺死並被清潔工發現                                                                              |
| 陳偉琪 | 張鳴茵   | 鳴茵BB 新晉女藝人 人氣節目《Jumping Guy》女主持 洪向純、李雅悅、何安東尼之同期訓練班同學 甘禮文之女友，後分手 半年前因戲弄李雅悅而偷偷解開綁住鐵版的繩，結果令對方遭由高處墜下的鐵牌壓死 於第14集在節目錄影途中被蔡建基做手腳而令自己突然被由高處墜落的節目鐵牌壓死                                              |
| 張本立 | 甘禮文   | 甘監製 電視台監製 張鳴茵之男友，後分手 蔡建基之上司 半年前李雅悅在拍攝期間意外去世後，其為免影響節目收視而刻意謊稱當時對方只是替身協助拍攝試位，從而剝奪對方女主持的身份 於第14集欲招攬黃玉取代張鳴茵擔任下季《Jumping Guy》女主持，後因歌手何安東尼替黃玉解圍及洪向純、張鳴茵突然去世而告吹                     |
| 彭紀諺 | 何安東尼 | 大東、安東尼 人氣歌手／演員 同性戀者 洪向純、李雅悅、張鳴茵之同期訓練班同學 黃玉之友，並視對方為戀愛顧問 喜歡傅子博，後因得知黃玉喜歡對方而放棄 原名為何大東，原為網絡歌手，因獲唱片公司賞識而與其簽約 |
| 吳沚默 | 林佳維   | 維維 電視台資料撰稿員 黃玉之師妹 於第13集因嘉賓人數不足而邀請黃玉參與《Jumping Guy》之錄影 |
| 魏惠文 | 李 坤    | 玄學師父 於第13集被邀請到電視台在曾發生命案的錄影廠舉行法事 參見石獅成精殺人事件、抗日達德學校殺人事件 |

#### 七姊妹金蘭殺人事件（第15-17集）
| 演員     | 角色   | 關係 |
| 周志康   | 邵志宗 | Raymond Party Room老闆，花心男一名 李芭樂之前男友 楊苾妮之男友，後為未婚夫 多次追求宋逸希，但被拒 於第15集向楊苾妮求婚 於第16集在Party Room被宋逸希勒死 |
| 林子善   | 潘得利 | Dali 曾經追求李芭樂 於第15集與李芭樂發生一夜情，後對方稱因此懷孕，而決定與對方結婚 於第17集得知真相，後因李芭樂決定離開而令婚約告吹 參見潘家、網台壹靈壹 |
| 歐陽巧瑩 | 李芭樂 | Bala Wanna Seven七姊妹成員之一 邵志宗之前女友，懷有其骨肉，後決定與對方分手 曾被潘得利追求，後真心愛上對方 潘朵美、楊苾妮之閨密兼中學同學 陳詠心、宋逸希之好友、中學同學兼暗戀對象 馬文靜、趙詩潔之好友兼中學同學 於第15集假裝因與潘得利發生性關係而懷孕，之後決定與對方結婚，後被潘朵拉、潘朵美得悉其腹中胎兒為邵志宗之骨肉 於第16集被楊苾妮刻意令其受傷並差點小產，後舉行婚禮但因楊苾妮被殺而取消 於第17集得知事件真相後，因感愧對潘得利而決定離開香港到澳門居住 參見網台壹靈壹 |
| 楊家寶   | 楊苾妮 | Bili Wanna Seven七姊妹成員之一 邵志宗之女友兼未婚妻 潘朵美、李芭樂之閨密兼中學同學 馬文靜、趙詩潔、陳詠心、宋逸希之好友兼中學同學 於第16集得知李芭樂曾與邵志宗發生關係並懷孕而刻意製造意外企圖令李芭樂小產，後被清潔工人發現其在酒店洗手間遭宋逸希殺死 參見網台壹靈壹 |
| 梁 茵    | 宋逸希 | 阿希 Wanna Seven七姊妹成員之一 酒店職員 同性戀者，喜歡李芭樂 潘朵美、楊苾妮、馬文靜、趙詩潔、陳詠心之好友兼中學同學 憎恨邵志宗 3年前曾因被誤會介入邵志宗與楊苾妮之感情，而與眾人吵架後因此多年沒有與眾姐妹聯絡，實為當年邵志宗與楊苾妮拍拖期間仍追求其欲一腳踏多船 於第16集殺死邵志宗及楊苾妮 於第17集被潘朵拉識穿自己是殺死邵志宗和楊苾妮的兇手，並被其發現自己的殺人動機和偽造的不在場證據及殺人方式，最後被捕並入獄                                                            |
| 陳靖雲   | 陳詠心 | 阿心 Wanna Seven七姊妹成員之一 同性戀者，暗戀李芭樂 潘朵美、楊苾妮、馬文靜、趙詩潔、宋逸希之好友兼中學同學 邵志宗之朋友 |
| 張雪瑩   | 趙詩潔 | 阿潔、潔姐（潘得利專稱） Wanna Seven七姊妹成員之一 潘朵美、李芭樂、楊苾妮、馬文靜、陳詠心、宋逸希之好友兼中學同學 暗戀邵志宗 多年前因急性腦癌病逝 |
| 黃文意   | 馬文靜 | 阿靜 Wanna Seven七姊妹成員之一 潘朵美、李芭樂、楊苾妮、趙詩潔、陳詠心、宋逸希之好友兼中學同學 多年前已移民，因此未能出席李芭樂與潘得利之婚禮 |
| 吳卓衡   | 李志訓 | 李芭樂之弟 潘朵美之男友 中學五年級生 於第16集告知潘朵美其姊腹中胎兒為邵志宗的骨肉 |
| 林秀怡   | 潘朵美 | 阿Mi、MiMi、Mi姐 Wanna Seven七姊妹成員之一 李芭樂、楊苾妮、馬文靜、趙詩潔、陳詠心、宋逸希之好友兼中學同學 邵志宗之友 李志訓之女友 於第16集從李志訓口中得知李芭樂腹中胎兒為邵志宗的骨肉，但決定隱瞞潘得利 參見潘家 |

#### 抗日達德學校殺人事件（第17-19集）
| 演員   | 角色   | 關係 |
| 蔣家旻 | 顧盼倩 | Emily 前6A班學生，兼風紀隊長 丁當傑、戴偉雄、安技友、江兆夫、趙志彬、阮靜宜之中學同學 多年前以風紀隊長身份強行沒收阮靜宜手上的雜誌而令對方夾在書中的床照散落一地，間接令對方遭同學欺凌 於18集被戴偉雄企圖用內含有毒糖果之吉儀毒殺，但因當時要替其他人拿吉儀，令戴偉雄為避免誤殺其他人而為其替換安全之吉儀逃過一劫，後因被戴偉雄覺得其真心為阮靜宜的死而內疚，最終令對方打消殺害其之想法 於第19集與戴偉雄一同發現趙志彬被斬首殺死之屍體，實為被戴偉雄利用其當時間證人 參見香港國際大學 |
| 唐嘉麟 | 趙志彬 | 彬少 紀錄片製作人 前6A班學生，兼前風紀隊長 丁當傑、顧盼倩、戴偉雄、安技友、江兆夫之中學同班同學 阮靜宜之男友，並偷拍其床照 因收江兆夫錢，而讓其迷姦阮靜宜，並偷拍查個過程 與江兆夫、安技友用床照要脅阮靜宜，並性虐待她，最終令她被虐待致死後將其偽裝成自殺 8年前曾對丁當傑施以吊飛機酷刑，被任如意發現後假裝遭日軍鬼魂上身，以逃避責罰 於第18集因賭博欠下數百萬巨債而利用其偷拍江兆夫迷姦阮靜宜之片段勒索對方一千萬，二人爭執期間其用平衡車打死對方，後被戴偉雄以神秘人身份威脅將內有毒糖果的吉儀交給自己、安技友、顧盼倩及李坤，但間接害死李恆儉 於第19集按假扮成神秘人的戴偉雄指示將自己藏在魔術器具木箱內，後發現其是神秘人並被其利用日本軍刀斬首殺死 名字影射：《多啦A夢》的出木杉                                  |
| 盧峻峯 | 戴偉雄 | 戴Sir 中學教師 前6A班學生，兼十優狀元 顧盼倩、安技友、江兆夫、趙志彬、丁當傑之中學同班同學 阮靜宜之小學兼中學同學 李恒儉之下屬 任如意之同事 8年前為得知阮靜宜死亡真相而刻意接近安技友、江兆夫、趙志彬，並曾與三人對丁當傑施以吊飛機酷刑 於第18集目擊趙志彬殺死江兆夫，後威脅趙志彬將有毒糖果的吉儀交給自己、安技友、顧盼倩及李坤，並將有毒糖果的吉儀給李恆儉刻意毒死對方，但同時在顧盼倩替潘朵拉等人拿吉儀時遞上安全吉儀，避免誤殺，後因其感到顧盼倩對間接害死阮靜宜而真心內疚，所以決定不殺死她 於第19集以日本軍刀斬首殺害趙志彬，並將安技友、李坤及李恆儉的死嫁禍給任如意，但最終失敗並被潘朵拉、傅子博及易銘賢識穿自己為威脅趙志彬的神秘人和殺死安技友、李坤及李恆儉的幕後兇手，最終被捕 名字影射：《多啦A夢》的大雄 |
| 何綺雲 | 任如意 | Miss Yum 中學教師／6F班主任 阮靜宜、丁當傑之前班主任 李恆儉之下屬 戴偉雄之同事 平庸之惡的人，當年因服從李恆儉及為保學校聲譽而未有處理阮靜宜遭安技友、江兆夫、趙志彬性虐待一事，並指責阮靜宜說謊 8年前曾目擊戴偉雄、安技友、江兆夫及趙志彬對丁當傑施以吊飛機酷刑，但未有上前制止，並為保學校聲譽而決定相信四人謊稱當時被鬼上身 於第19集被戴偉雄以安技友、李坤及李恆儉的死嫁禍而被易銘賢拘捕，後獲釋，最後因為丁當傑被虐真相被揭發而遭凌寶寶掌摑 名字影射：《多啦A夢》法寶任意門 |
| 朱斐斐 | 阮靜宜 | 靜宜 前6F班學生 顧盼倩、丁當傑、戴偉雄、安技友、江兆夫、趙志彬之中學同學 丁當傑之暗戀對象 8年前被顧盼倩強行沒收其手上的雜誌時令其夾在書中的床照散落一地，後因此遭同學欺凌 被安技友、江兆夫、趙志彬用床照要脅，並遭他們性虐待 曾被江兆夫迷姦 曾因被欺凌一事而向任如意求助，但反被對方指其說謊 8年前因被安技友、江兆夫、趙志彬虐待致死後偽裝成其於達德學校女廁吊頸自殺 藏有其被江兆夫迷姦之影片的記憶卡最終被潘朵拉銷毀 名字影射：《多啦A夢》的源靜宜（靜香） |
| 陳偉洪 | 江兆夫 | Jeff 骨川集團少東 前6A班學生，兼前學生會長 顧盼倩、丁當傑、戴偉雄、安技友、趙志彬、阮靜宜之中學同班同學 曾給錢趙志彬，令對方讓自己迷姦阮靜宜 與安技友、趙志彬用床照要脅阮靜宜，並性虐待她，最終令她被虐待致死後將其偽裝成自殺 8年前曾對丁當傑施以吊飛機酷刑，被任如意發現後假裝遭日軍鬼魂上身，以逃避責罰 於第18集因不甘被趙志彬勒索而與其爭執，期間被對方用平衡車打死，後遭戴偉雄吊屍在達德學校的女廁中 名字影射：《多啦A夢》的骨川小夫 |
| 黃耀煌 | 安技友 | 安記 前6A班學生／香港代表隊 顧盼倩、丁當傑、戴偉雄、江兆夫、趙志彬、阮靜宜之中學同學 與江兆夫、趙志彬用床照要脅阮靜宜，並性虐待她，最終令她被虐待致死後將其偽裝成自殺 8年前曾對丁當傑施以吊飛機酷刑，被任如意發現後假裝遭日軍鬼魂上身，以逃避責罰 於第18集到江兆夫之靈堂後吃了由戴偉雄製造吉儀內的有毒糖果而中毒身亡 名字影射：《多啦A夢》的技安（胖虎） |
| 司徒暉 | 丁當傑 | 叮噹 前6F班學生，後退學 凌寶寶之子 顧盼倩、戴偉雄、安友技、江兆夫、趙志彬、阮靜宜之中學同學 暗戀阮靜宜，並曾跟蹤對方 因得知安技友、江兆夫及趙志彬曾以床照要脅並性虐待阮靜宜，而遭校園欺凌 8年前曾遭戴偉雄、安技友、江兆夫及趙志彬施以吊飛機酷刑，後導致精神失常 名字影射：《多啦A夢》的叮噹（啦A夢） |
| 張漢斌 | 李恆儉 | 李Sir 中學訓導主任 任如意、戴偉雄之上司 平庸之惡的人，當年為保學校聲譽不願處理阮靜宜遭江兆夫、趙志彬、安技友以床照要脅並遭性虐待一事，更反指控對方說謊 於第18集食了戴偉雄製造吉儀內的有毒糖果而中毒身亡 |
| 李麗麗 | 凌寶寶 | 達德學校保安員 丁當傑之母 於第19集得知當年其子被虐之真相後掌摑任如意 冠上夫姓後名字影射：《多啦A夢》的叮鈴（多啦美） |
| 魏惠文 | 李 坤  | 坤哥 玄學師父，實為神棍 李乾之孿生弟 在節目內誣衊阮靜宜曾為援交妹，並出言侮辱抹黑對方 於第18集到江兆夫之靈堂後吃了由戴偉雄製造吉儀內的有毒糖果而中毒身亡 參見石獅成精殺人事件、電視台殺人事件 |

#### 海盜寶藏殺人事件（第19-21集）
| 演員           | 角色   | 關係 |
| 李綺雯         | 龐芷檬 | 阿檬 工商管理碩士生／尋寶界KOL／定向尋寶團之參加者 曾中過六合彩頭獎但一直隱瞞此事，因此曾被誤會其是因當年與鄺世海二人私吞寶藏致富 於第20集被吳精神迷暈 |
| 張智軒         | 何震富 | 阿富 展覽會職員／野戰迷／定向尋寶團之參加者 2011年與蘇巧瑜和鄭比合謀盜竊珠寶展價值二千萬之珠寶 當年與蘇巧瑜殺害徐珊珊，後偽裝成意外 於第20集被吳精神迷暈後被拿走衣服並假裝自己去殺死蘇巧瑜，後被其刺死並棄屍大海 與蘇巧瑜和鄭比的名字相加影射拍賣行蘇富比 |
| 白 雲          | 蘇巧瑜 | 阿蘇 拍賣行公關／定向尋寶團之參加者 2011年與何震富和鄭比合謀盜竊珠寶展價值二千萬之珠寶 當年與何震富殺害徐珊珊，後偽裝成意外 於第20集被吳精神用石頭擊中頭部身亡 與何震富和鄭比的名字相加影射拍賣行蘇富比 |
| 吳展驊         | 鄺世海 | 阿海 尋寶專家 定向尋寶團之參加者 2011年目擊徐珊珊被殺，不但見死不救亦沒有指控二人 於第20集被吳精神用毒蛇咬傷，後被其從高處扔下身亡 |
| 楊凱博（童年） | 吳精神 | Jackson、大大 定向尋寶團發起人 出生後一直由徐珊珊照顧至長大，二人感情如同親姊弟 於第20集替徐珊珊報仇打暈傅子博並殺害蘇巧瑜、鄺世海、何震富，後迷暈龐芷檬 刻意誤導傅子博，令對方以為「大大」真正身份是傅通明 於第21集被潘朵拉發現自己為定向尋寶團發起人「大大」及承認自己為了替徐珊珊報仇而打暈傅子博、殺死蘇巧瑜、鄺世海、何震富及迷暈龐芷檬，最終被易銘賢拘捕 參見香港國際大學 |
| 丘梓謙         | 吳精神 | Jackson、大大 定向尋寶團發起人 出生後一直由徐珊珊照顧至長大，二人感情如同親姊弟 於第20集替徐珊珊報仇打暈傅子博並殺害蘇巧瑜、鄺世海、何震富，後迷暈龐芷檬 刻意誤導傅子博，令對方以為「大大」真正身份是傅通明 於第21集被潘朵拉發現自己為定向尋寶團發起人「大大」及承認自己為了替徐珊珊報仇而打暈傅子博、殺死蘇巧瑜、鄺世海、何震富及迷暈龐芷檬，最終被易銘賢拘捕 參見香港國際大學 |
| 葉蒨文         | 徐珊珊 | 大學一年級生 修讀民俗學系 由吳精神出生後一直照顧其，二人感情如同親姊弟 于2011年尋寶時被毒蛇咬傷後從高處墮下身亡，實為其因為發現收藏珠寶盜竊案贓物位置而被何震富與蘇巧瑜設局殺害並偽裝成意外 |
| 蕭正楠         | 傅子博 | 大佬博、博仔、傅公子 定向尋寶團之參加者 於第20集與鄺世海尋寶時失蹤，及後被吳精神打暈受傷並發現鄺世海的屍體成為疑犯 參見傅家 |
| 林夏薇         | 潘朵拉 | Dr. Poon、潘教授 定向尋寶團之參加者 參見香港國際大學 |
| 蔣家旻         | 顧盼倩 | Emily 定向尋寶團之參加者 參見香港國際大學 |
| 劉佩玥         | 黃 玉  | Topaz、阿玉、大嚿玉、大嚿（傅子博專稱） 定向尋寶團之參加者 參見讚報（新聞部） |
| 杜燕歌         | 傅通明 | 傅老師、Dr. Fu、傅教授 7年前曾與徐珊珊、蘇巧瑜、鄺世海及龐芷檬一同尋寶 曾被傅子博懷疑為其是大大 參見傅家 |
|                | 鄭 比  | 兼職司機 2011年與蘇巧瑜和何震富合謀盜竊珠寶展價值二千萬之珠寶，埋藏贓物時遺下刻有「鄭」字的寶石金戒指，其後被警方追捕時於鯉魚門墮崖身亡 與蘇巧瑜和何震富的名字相加影射拍賣行蘇富比 |
| 威廉陳         | 鄭連昌 | 華南海盜 |

#### 狐仙吸嬰事件(上)、(下)（第21-25集）
| 演員           | 角色             | 關係 |
| 劉 江          | 易玄光           | 光叔、光伯 新界鄉紳 易冠業、易亞男之父 霍雅君之家翁 易錦賢之祖父 易銘賢之養祖父 其兒子多年前因車禍去世 在易冠業去世後建議霍雅君到美國接受人工受孕手術 於第21集向傅子博、潘朵拉及易銘賢說出易錦賢離奇消失的經過 於第25集與霍雅君、潘朵拉團聚 參見易家 |
| 鄧以婷（青年） | 易亞男           | 地產發展商 易玄光之女 易冠業之妹 霍雅君之小姑 顧在容之前婚外情對象 易錦賢之姑姐 易銘賢之養姑姐 狐仙廟善信 貝加兒之情敵 三十年前因誤會易玄光和霍雅君亂倫而指使顧在容拐走潘朵拉 七年前指使顧在容禁錮傅通明 於第23集以龍舌蘭纖維遇水收縮的特性製造殺人機關勒死貝加兒及與展覽館內企圖勒死潘朵拉，再嫁禍给黃玉 於第24集以牛筋繩在濕水後水蒸發會收縮的特性製造殺人機關圖殺死潘得利，因潘朵拉、傅子博、易銘賢及時將潘得利救出而失敗 於第25集被潘朵拉識穿自己為殺死貝加兒、在展覽館內企圖勒死潘得利及潘朵拉、三十年前假扮狐仙拐走潘朵拉及七年前指使顧在容禁錮傅通明的幕後兇手，最終被捕 參見易家 |
| 黎燕珊         | 易亞男           | 地產發展商 易玄光之女 易冠業之妹 霍雅君之小姑 顧在容之前婚外情對象 易錦賢之姑姐 易銘賢之養姑姐 狐仙廟善信 貝加兒之情敵 三十年前因誤會易玄光和霍雅君亂倫而指使顧在容拐走潘朵拉 七年前指使顧在容禁錮傅通明 於第23集以龍舌蘭纖維遇水收縮的特性製造殺人機關勒死貝加兒及與展覽館內企圖勒死潘朵拉，再嫁禍给黃玉 於第24集以牛筋繩在濕水後水蒸發會收縮的特性製造殺人機關圖殺死潘得利，因潘朵拉、傅子博、易銘賢及時將潘得利救出而失敗 於第25集被潘朵拉識穿自己為殺死貝加兒、在展覽館內企圖勒死潘得利及潘朵拉、三十年前假扮狐仙拐走潘朵拉及七年前指使顧在容禁錮傅通明的幕後兇手，最終被捕 參見易家 |
| 王綺琴         | 霍雅君           | 易玄光之媳婦 易冠業之妻 易亞男之大嫂 易錦賢之母 其丈夫多年前因車禍去世 在易冠業去世後聽從易玄光建議到美國接受人工受孕手術，後誕下易錦賢 在易錦賢失蹤後一直躲藏於易家地牢生活不願露面 於第25集與易玄光及潘朵拉團聚 參見易家 |
| 林夏薇         | 易錦賢（潘朵拉） | 易玄光之孫 易冠業、霍雅君之女 易亞男之侄女 易銘賢無血緣關係之妹 於其週歲宴當天離奇消失 易家一直聲稱其為男丁，實為女嬰 參見易家 |
| 張頴康         | 易銘賢           | 易Sir、阿賢、易少 易玄光之養孫 易亞男之養侄 施漢德、施易美嬌之幼子，多年前將其過繼給易玄光 易錦賢無血緣關係之兄 於第21集起調查其家族之狐仙吸嬰傳說及請求潘朵拉幫忙調查此事 於第23集找到傅通明 參見易家 |
| 林夏薇         | 潘朵拉           | Dr. Poon、潘教授 傅通明之入室弟子 於第21集起搜索傅通明的下落 於第22集起協助調查易家狐仙吸嬰傳說，但在參拜狐仙堂後其頻遭“鬼火”襲擊，實為顧在容利用白磷的化學反應所造的現象 於第23集發現懷疑是傅通明的藏身點，在通知易銘賢期間遭人迷暈，後被傅子博、潘朵美、顧盼倩目睹其疑似被黃玉企圖勒死，後被眾人發現與黃玉一同昏倒在展覽館，實際上被易亞男企圖勒死 於第24集發現自己為易家失嬰 於第25集與易玄光、霍雅君相認及團聚，但決定留在潘家生活 參見潘家 |
| 蕭正楠         | 傅子博           | 大佬博、博仔、傅公子 傅通明之子 讚報記者 於第21集起搜索傳通明的下落 於第22集收到由顧盼倩寄出內有傅通明藏身點之提示電郵 於第23集與傅通明重逢 參見傅家 |
| 杜燕歌         | 傅通明           | 傅老師、Dr. Fu、傅教授 傅子博之父 潘朵拉之民俗學老師 易玄光之舊友 於七年前在東龍島尋寶期間失蹤，實際因得悉易家狐仙吸嬰之事而被易亞男及顧在容禁錮七年 於第23集被人由藏身地點困在車尾箱帶走，在逃脫期間因遇車禍而送院後與傅子博重逢，但其聲稱失去了自己失蹤七年內的所有記憶 於第24集被傅子博及潘朵拉揭穿其並沒有失憶 參見傅家 |
| 劉佩玥         | 黃 玉            | Topaz、大嚿玉（傅子博專稱） 讚報記者 曾參拜狐仙廟 於第22集與潘朵拉、傅子博於東龍島尋找傅通明時滾下山坡受傷 於第23集被指企圖勒死潘朵拉而被拘捕，實際上被易亞男嫁禍 參見讚報（新聞部） |
| 蓋世寶         | 貝加兒           | Bell 民俗學系秘書 顧在容之情婦 狐仙廟善信 於第23集因意外得知顧在容禁錮傅通明一事，而被易亞男打暈置於公園灑水器旁並圍上龍舌蘭纖維頸巾，利用龍舌蘭纖維遇水收縮的反應製造殺人機關勒死 參見香港國際大學 |
| 盧宛茵         | 施易美嬌         | 嬌姨 易銘賢之生母，將其過繼給易玄光 曾以酒樓侍應身份親眼目擊易錦賢在週歲宴上離奇消失 |
| 林子善         | 潘得利           | Dali 於第23集誤會自己真正的身份是易錦賢 於第24集險被易亞男利用牛筋繩濕水後水蒸發會收縮的特性而造的殺人機關勒死，幸得潘朵拉、傅子博、易銘賢及時將其救出而脫險 參見潘家 |
| 歐瑞偉         | 顧在容           | 大學教授／民俗學系主任 三十年前受易亞男指使拐走潘朵拉 七年前受易亞男指使禁錮傅通明，並利用對方幫自己寫論文 於23集利用白磷的化學反應欲令潘朵拉不再調查傅通明失蹤事件和易家失嬰事件 於第25集被潘朵拉識穿自己為三十年前拐走其及七年前禁錮傅通明的幫兇，最終被捕 參見香港國際大學 |
| 魏惠文         | 李               | 哥 狐仙廟住持 李坤之孿生兄 |
| 吳沚默         | 林佳維           | 維維 電視台資料撰稿員 於第22集與黃玉一同到狐仙廟參拜，以進行資料搜集 |
| 何偉業         | 張小龍           | 士多老闆 於第21集告訴傅子博、潘朵拉、潘朵美及顧昐倩其在7年前曾經在東龍島見過傅通明 於第22集送外賣時失足並跌落山受傷（第21-22集） |
| 利穎怡（青年） | 錢聰穎           | 顧在容之妻 顧盼倩之母 易亞男、貝加兒之情敵 一早知悉顧在容之姦情 於第24集被顧在容嫁禍為殺死貝加兒的真兇（第22-24集） |
| 袁潔儀         | 錢聰穎           | 顧在容之妻 顧盼倩之母 易亞男、貝加兒之情敵 一早知悉顧在容之姦情 於第24集被顧在容嫁禍為殺死貝加兒的真兇（第22-24集） |

### 其他演員
| 演員       | 角色   | 關係 |
| 戴耀明     | 畢得了 | 了哥 鴨寮街電器達人 潘朵拉之友 單戀潘朵拉 於第13集被邀請參與節目《Jumping Guy》之錄影（第8、10、13-16集） |
| 方紹聰     |        | 搜救隊隊員 協助尋找傅通明（第1、22集）                                                                    |
| 羅永健     |        | 攝影師（第1集）                                                                                           |
| 梁百川     |        | 攝影師（第1集）                                                                                           |
| 蕭凱欣     |        | 大學生 民俗學系學生（第3集）                                                                              |
| 吳綺珊     |        | 大學生 民俗學系學生（第3集）                                                                              |
| 代蓮曦丹美 |        | 大學生 民俗學系學生（第3集）                                                                              |
| 吳嘉儀     |        | 大學生 民俗學系學生（第3、10集）                                                                          |
| 尹詩沛     |        | 情侶 出現於大學《牛尾湯傳說》的回顧中（第3集）                                                            |
| 伍禮騫     |        | 情侶 出現於大學《牛尾湯傳說》的回顧中（第3集）                                                            |
| 黎寬怡     |        | 女鬼 出現於大學《荷花池傳說》的回顧中（第3集）                                                            |
| 馮奕森     |        | 教授 出現於大學《荷花池傳說》的回顧中（第3集）                                                            |
| 譚淑瑩     |        | 校長（第5集）                                                                                             |
| 區軒瑋     |        | 中學教師（第5集）                                                                                         |
| 黃煒溏     | 九 哥  | 社團人士（第6集）                                                                                         |
| 莫家淦     | 邰志祥 | 台長 傅子博之線人（第7集）                                                                                |
| 李 岡      | 超 叔  | 甜品店伙計 鍾日發之員工 在鍾日發去世後繼續經營對方之甜品店（第8、12集）                                   |
| 吳子       |        | 網民（第9、11集）                                                                                         |
| 潘冠霖     |        | UFO會職員（第10集）                                                                                       |
| 關梓陽     |        | 網友 潘得利之兄弟團成員（第10、16集）                                                                     |
| 余應彤     |        | 網友 潘得利之兄弟團成員（第10、16集）                                                                     |
| 鄭雋熹     |        | 網友（第11集）                                                                                            |
| 彭翔翎     |        | 網友（第11集）                                                                                            |
| 梁雯蔚     |        | 網友（第11集）                                                                                            |
| 黃凱琪     |        | 網友（第11集）                                                                                            |
| 黃梓瑋     |        | 許學廷之秘書（第11集）                                                                                    |
| 陳奕璉     |        | 模特兒（第11集）                                                                                          |
| 黃穎君     |        | 高原集團之接待員（第12集）                                                                                |
| 林泳淘     |        | 新聞報道員（第12集）                                                                                      |
| 劉嘉琪     | 悠     | （第13集）                                                                                                |
| 陳榮峻     |        | 的士司機（第15集）                                                                                        |
| 徐玟晴     |        | 七姊妹道女鬼，實為投影（第15-16集）                                                                       |
| 許思敏     |        | 酒店清潔工人（第16-17集）                                                                                 |
| 曾海昌     |        | 村民（第20集）                                                                                            |
| 陳潁熙     |        | 妓女，實為一名以女性打扮的跨性別男生（第24集）                                                            |
| 黃祥興     | Pierre | 法國民俗學教授 潘朵拉之朋友（第25集）                                                                     |

## 收視

### 香港
本劇於香港無綫電視翡翠台及myTV SUPER7日跨平台總收視之紀錄：
| 週次 | 集數  | 日期                  | 收視率 | 備註                                      |
| 1    | 1-5   | 2019年7月15日-7月19日 | 26點   | 星期一至五總收視25.5點 首集總收視28.2點   |
| 2    | 6-10  | 2019年7月22日-7月26日 | 23點   | 星期一至五總收視23.3點                    |
| 3    | 11-15 | 2019年7月29日-8月2日  | 24點   | 星期一至五總收視24.4點                    |
| 4    | 16-20 | 2019年8月5日-8月9日   | 23點   | 星期一至五總收視23點                      |
| 5    | 21-25 | 2019年8月12日-8月16日 | 24點   | 星期一至五總收視24.1點 第24集總收視24.7點 |
| 全劇 | 全劇  | 全劇                  | 24點   | 平均總收視24.1點                          |

### 澳門
本劇於澳門TVB Anywhere7日總收視之紀錄：
| 週次 | 集數  | 日期                  | 收視率 | 備註                                    |
| 1    | 1-5   | 2019年7月15日-7月19日 | 17點   | 星期一至五總收視17.0點 首集總收視18.3點 |
| 2    | 6-10  | 2019年7月22日-7月26日 | 16點   | 星期一至五總收視15.8點                  |
| 3    | 11-15 | 2019年7月29日-8月2日  | N/A點  | 星期一至五總收視 點                     |
| 4    | 16-20 | 2019年8月5日-8月9日   | N/A點  | 星期一至五總收視 點                     |
| 5    | 21-25 | 2019年8月12日-8月16日 | 16點   | 星期一至五總收視16.2點                  |
| 全劇 | 全劇  | 全劇                  | 點     | 全劇總收視 點                           |

## 獎項及提名

### 萬千星輝頒獎典禮2019
| 年份 | 獎項               | 單位                        | 結果 |
| ---- | ------------------ | --------------------------- | ---- |
| 2019 | 最佳劇集           | 十二傳說                    | 提名 |
| 2019 | 最佳男主角         | 傅子博（蕭正楠 飾）         | 提名 |
| 2019 | 最佳女主角         | 潘朵拉／易錦賢（林夏薇 飾） | 提名 |
| 2019 | 最受歡迎電視女角色 | 潘朵拉／易錦賢（林夏薇 飾） | 提名 |
| 2019 | 最佳女配角         | 顧盼倩（蔣家旻 飾）         | 提名 |
| 2019 | 最佳女配角         | 黃玉（劉佩玥 飾）           | 提名 |
| 2019 | 最受歡迎電視歌曲   | 傳說（主唱：林師傑）        | 提名 |

## 記事
- 2017年11月13日：此劇於12:30在將軍澳工業村駿才街77號電視廣播城一廠Common Room舉行造型暨拜神記者會。
- 2019年7月8日：此劇於12:00在將軍澳第二期三十四區煜明苑側仁濟醫院陳耀星小學舉行「拆解不思議傳說」宣傳活動。
- 2019年7月14日：此劇於13:30在將軍澳工業邨駿才街77號電視廣播城一廠舉行「都市傳說 詭秘登場」宣傳活動。
- 2019年7月25日：此劇於13:00在將軍澳智選假日酒店舉行「膽量無極限」宣傳活動。
- 2019年8月7日：此劇於12:00在黃竹坑如心南灣海景酒店舉行「真相揭露」宣傳活動。

## 軼事
- 此劇是黎燕珊首部於無綫電視拍攝的劇集及首次在該電視台的電視劇飾演反派。
- 此劇是劉佩玥首次飾演性格亦正亦邪的角色。
- 此劇是趙永洪在無綫電視的告別作。[10]
- 此劇中飾演潘家三兄妹的演員雖然現實裡不是兄弟姐妹，但巧合地三位演員都是姓林。
- 此劇是林夏薇和韓馬利繼《逆緣》後再度合作並飾演養母女。
- 此劇是張頴康及劉江繼《一屋老友記》後再度合作，惟二人由父子關係變為養爺孫關係。
- 此劇第10集中傅子博及林少堂提及傳真日報的Cal姐和阿榮是影射《迷》中由田蕊妮飾演的計穎妍和吳業坤飾演的林家榮。
- 此劇第11集中黃玉所乘搭的航班的航空公司名叫Skylette Airlines，碰巧與《衝上雲霄II》裏的航空公司同名。
- 此劇原為2018年TVB Amazing Summer推介劇集之一[3]，並排定於2018年8月12日首播，後因改播外購劇《延禧攻略》而被抽起。最後此劇成為了2019年TVB Amazing Summer推介劇集之一，排定於2019年7月15日播放，並由原本12集（每集2小時）剪輯為25集（每集一小時）。
- 此劇中飾演好友的韓馬利及杜燕歌於現實中為夫妻關係。
- 此劇最初播出時，因部分對白和2019反對逃犯條例修訂草案運動時情況相呼應而一度被吹捧為神劇[11]。
- 此劇部分情節接近日本漫畫《金田一少年事件簿》。[12]
- 此劇之後林夏薇飾演的角色潘朵拉，於無線另一部劇集《金宵大廈》第17集中作出特別客串演出，也就表示兩劇處於同一時空。

## 外部連結
- 《十二傳說》新劇特搜 - TVBUSA（页面存档备份，存于）
- 《十二傳說》蕭正楠 林夏薇 推理查奇案 附角色介紹 - TVB Weekly （页面存档备份，存于）
- 豆瓣电影上《十二傳說》的資料 （简体中文）

## 電視節目的變遷
| 香港 無綫電視翡翠台／ 澳門 TVB Anywhere翡翠台 星期一至五 21:30-22:30 | 香港 無綫電視翡翠台／ 澳門 TVB Anywhere翡翠台 星期一至五 21:30-22:30 | 香港 無綫電視翡翠台／ 澳門 TVB Anywhere翡翠台 星期一至五 21:30-22:30 |
| -------------------------------------------------------------------- | -------------------------------------------------------------------- | -------------------------------------------------------------------- |
|                                                                      | 十二傳說 （2019.07.15 - 2019.08.16）                                 |                                                                      |
| 白色強人 （2019.06.10 - 2019.07.12）                                 | 她她她的少女時代 （2019.08.19 - 2019.09.13）                         |                                                                      |

| 美国 TVBe 星期一至五 黃金劇場 時段 16:00-17:00 | 美国 TVBe 星期一至五 黃金劇場 時段 16:00-17:00 | 美国 TVBe 星期一至五 黃金劇場 時段 16:00-17:00 |
| ---------------------------------------------- | ---------------------------------------------- | ---------------------------------------------- |
|                                                | 十二傳說 （2019.07.15 - 2019.08.16）           |                                                |
| 白色強人 （2019.06.10 - 2019.07.12）           | 她她她的少女時代 （2019.08.19 - 2019.09.13）   |                                                |

| 新加坡、 马来西亚 翡翠台 星期一至五 21:30 - 22:30 | 新加坡、 马来西亚 翡翠台 星期一至五 21:30 - 22:30 | 新加坡、 马来西亚 翡翠台 星期一至五 21:30 - 22:30 |
| ------------------------------------------------- | ------------------------------------------------- | ------------------------------------------------- |
|                                                   | 十二傳說 （2019.07.15 - 2019.08.16）              |                                                   |
| 白色強人 （2019.06.10 - 2019.07.12）              | 她她她的少女時代 （2019.08.19 - 2019.09.13）      |                                                   |

| 马来西亚 Astro AOD、Astro AOD HD 星期一至五 21:30 - 22:30 | 马来西亚 Astro AOD、Astro AOD HD 星期一至五 21:30 - 22:30 | 马来西亚 Astro AOD、Astro AOD HD 星期一至五 21:30 - 22:30 |
| --------------------------------------------------------- | --------------------------------------------------------- | --------------------------------------------------------- |
|                                                           | 十二傳說 （2019.07.15 - 2019.08.16）                      |                                                           |
| 白色強人 （2019.06.10 - 2019.07.12）                      | 她她她的少女時代 （2019.08.19 - 2019.09.13）              |                                                           |

| 新加坡 HUB戲劇首選 星期一至五 21:30 - 22:30 | 新加坡 HUB戲劇首選 星期一至五 21:30 - 22:30  | 新加坡 HUB戲劇首選 星期一至五 21:30 - 22:30 |
| ------------------------------------------- | -------------------------------------------- | ------------------------------------------- |
|                                             | 十二傳說 （2019.07.15 - 2019.08.16）         |                                             |
| 白色強人 （2019.06.10 - 2019.07.12）        | 她她她的少女時代 （2019.08.19 - 2019.09.13） |                                             |

| 澳洲 無綫翡翠台 星期二至六 21:30 - 22:30 | 澳洲 無綫翡翠台 星期二至六 21:30 - 22:30     | 澳洲 無綫翡翠台 星期二至六 21:30 - 22:30 |
| ---------------------------------------- | -------------------------------------------- | ---------------------------------------- |
|                                          | 十二傳說 （2019.07.16 - 2019.08.17）         |                                          |
| 白色強人 （2019.06.11 - 2019.07.13）     | 她她她的少女時代 （2019.08.20 - 2019.09.14） |                                          |

| 新加坡 HUB娛家戲劇台 劇集首映 星期一至五 20:00 - 21:00 | 新加坡 HUB娛家戲劇台 劇集首映 星期一至五 20:00 - 21:00 | 新加坡 HUB娛家戲劇台 劇集首映 星期一至五 20:00 - 21:00 |
| ------------------------------------------------------ | ------------------------------------------------------ | ------------------------------------------------------ |
|                                                        | 十二傳說 （2019.11.26 - 2019.12.30）                   |                                                        |
| 白色強人 （2019.10.22 - 2019.11.25）                   | 她她她的少女時代 （2019.12.31 - 2020.01.27）           |                                                        |

| 马来西亚 Astro華麗台、Astro華麗台HD 星期六至日 16:00 - 19:00（3集連播） · Encore好氣勢 | 马来西亚 Astro華麗台、Astro華麗台HD 星期六至日 16:00 - 19:00（3集連播） · Encore好氣勢 | 马来西亚 Astro華麗台、Astro華麗台HD 星期六至日 16:00 - 19:00（3集連播） · Encore好氣勢 |
| -------------------------------------------------------------------------------------- | -------------------------------------------------------------------------------------- | -------------------------------------------------------------------------------------- |
|                                                                                        | 十二傳說 （2020-02-01 - 2020-02-29）                                                   |                                                                                        |
| 城寨英雄 （2019-12-14 - 2020-01-12）                                                   | 巾幗梟雄 （2020-03-01 - 2020-03-29）                                                   |                                                                                        |

| 马来西亚 八度空間 TVB之最 星期一至五 19:00-19:58 · | 马来西亚 八度空間 TVB之最 星期一至五 19:00-19:58 · | 马来西亚 八度空間 TVB之最 星期一至五 19:00-19:58 · |
| -------------------------------------------------- | -------------------------------------------------- | -------------------------------------------------- |
|                                                    | 十二傳說 （2021年2月26日 - 2021年4月1日）          |                                                    |
| 鐵探 （2021年1月13日 - 2021年2月25日）             | 機場特警 (2021年4月2日 - 2021年5月6日)             |                                                    |

| 靖洋戲劇台 星期一至五 22:00-23:00           | 靖洋戲劇台 星期一至五 22:00-23:00      | 靖洋戲劇台 星期一至五 22:00-23:00 |
| ------------------------------------------- | -------------------------------------- | --------------------------------- |
|                                             | 十二傳說 (2021年8月12日-2021年9月15日) |                                   |
| 包青天再起風雲 (2021年7月1日-2021年8月11日) | 金宵大厦 (2021年9月16日-)              |                                   |

| 马来西亚 八度空间 星期一至五 13:00-14:00  | 马来西亚 八度空间 星期一至五 13:00-14:00         | 马来西亚 八度空间 星期一至五 13:00-14:00 |
| ----------------------------------------- | ------------------------------------------------ | ---------------------------------------- |
|                                           | 十二傳說 (重播) (2021年9月30日-2021年11月3日)    |                                          |
| 铁探 (重播) (2021年8月19日-2021年9月28日) | 機場特警（重播） （2021年11月4日-2021年12月8日） |                                          |

| 香港、 马来西亚 TVB星河频道 星期一至五 21:30 - 23:30 （两集连播） · 8月3日仅播映一集 | 香港、 马来西亚 TVB星河频道 星期一至五 21:30 - 23:30 （两集连播） · 8月3日仅播映一集 | 香港、 马来西亚 TVB星河频道 星期一至五 21:30 - 23:30 （两集连播） · 8月3日仅播映一集 |
| ------------------------------------------------------------------------------------ | ------------------------------------------------------------------------------------ | ------------------------------------------------------------------------------------ |
|                                                                                      | 十二傳說 （2022年7月18日 - 2022年8月3日）                                            |                                                                                      |
| 妙手仁心II （2022年6月20日 - 2022年7月15日）                                         | 無考不成冤家 （2022年8月3日 - 2022年8月17日）                                        |                                                                                      |

| 翡翠台香港時區 星期一至五 21:30－22:30     | 翡翠台香港時區 星期一至五 21:30－22:30                                             | 翡翠台香港時區 星期一至五 21:30－22:30 |
| ------------------------------------------ | ---------------------------------------------------------------------------------- | -------------------------------------- |
|                                            | 十二傳說 （2024年8月16日－2024年9月18日） （2024年8月30日 第11至12集 20:30-22:30） |                                        |
| 7日羅曼史 （2024年8月12日－2024年8月15日） | EU超時任務 （2024年9月19日－2024年10月18日）                                       |                                        |

| 新加坡 新傳媒8頻道 星期一至五 19:30 - 20:00 · （电视播出华语版，电视台网站 www.mewatch.sg 提供华语及粤语双声道版本） | 新加坡 新傳媒8頻道 星期一至五 19:30 - 20:00 · （电视播出华语版，电视台网站 www.mewatch.sg 提供华语及粤语双声道版本） | 新加坡 新傳媒8頻道 星期一至五 19:30 - 20:00 · （电视播出华语版，电视台网站 www.mewatch.sg 提供华语及粤语双声道版本） |
| --- | --- | --- |
| | 十二传说 （2024年9月26日 — 2024年12月4日）                                                                           | |
| 法言人 （2024年7月17日—2024年9月25日）                                                                               | — | |